# Vương tôn George xứ Wales
Vương tôn George xứ Wales (George Alexander Louis; sinh ngày 22 tháng 7 năm 2013) là người con lớn nhất và cũng là con trai cả của William, Thân vương xứ Wales và Catherine, Vương phi xứ Wales. George cũng là cháu nội lớn nhất của Quốc vương Charles III. George là người xếp thứ 2 trong danh sách thừa kế ngai vàng của 16 quốc gia trong Khối Thịnh vượng chung Anh, chỉ sau cha mình.

## Thông tin về sự ra đời
Ngày 3 tháng 12 năm 2012, Cung điện St. James thông báo rằng Công tước phu nhân xứ Cambridge đã mang thai đứa con đầu tiên của cô và Vương tôn William, Công tước xứ Cambridge. Thông báo đã được công bố sớm hơn 2 tuần so với thông lệ của Vương thất Anh vì cô phải nhập viện với tình trạng ốm nghén nặng.
Nữ Công tước được đưa vào Bệnh viện St. Mary, Luân Đôn vào sáng sớm ngày 22 tháng 7 năm 2013. Thông báo nói rằng Nữ Công tước đã sinh hạ một bé trai lúc 16 giờ 24 phút (15: 24 UTC) vào ngày 22 tháng 7. Em bé nặng 8 pounce 6 ounce (3,80 kg). Công tước xứ Cambridge có mặt bên cạnh vợ khi cô sinh con, và anh đã xin nghỉ phép hai tuần công việc phi công tìm kiếm cứu hộ, cứu nạn của Vương thất Anh và Bộ Quốc phòng.
Khi Vương tằng tôn chào đời, 21 phát đại bác đã được bắn ở thủ đô các nước Bermuda, Anh, New Zealand, Canada, và chuông ở Tu viện Westminster cùng các nhà thờ khác đã reo vang. Một số danh lam thắng cảnh nổi tiếng đã chuyển sang màu xanh để đánh dấu sự ra đời của Vương tằng tôn. Công tước phu nhân xứ Cambridge và Công tước xứ Cambridge cùng với em bé mới sinh rời bệnh viện vào ngày 23 tháng 7. Tên của cậu bé được thông báo ngay ngày hôm sau.
Vương tôn George được rửa tội bởi Tổng giám mục Canterbury tại Nhà nguyện Vương thất thuộc Cung điện St. James ngày 23 tháng 11 năm 2013. Cha mẹ đỡ đầu của cậu bé gồm Oliver Baker, Emilia Jardine-Paterson, Bá tước Grosvenor, Jamie Lowther-Pinkerton, the Hon. Julia Samuel, William van Cutsem và Zara Phillips. Tại buổi lễ, Vương tôn mặc chiếc áo choàng truyền thống tương tự chiếc áo được may cho Victoria, Hoàng hậu Đức, đứa con đầu lòng của Nữ vương Victoria của Anh và sử dụng nước từ Sông Jordan.

## Sự xuất hiện chính thức
Vương tôn George có chuyến công du đầu tiên với bố mẹ vào tháng 4 năm 2014, khi họ dành 3 tuần tại Úc và New Zealand. Mặc dù chỉ xuất hiện 2 lần, Vương tôn đã được đài BBC miêu tả là một nhân vật chính của chuyến đi. Thủ tướng Úc Tony Abbott dự đoán ở Tòa nhà Quốc hội tại Canberra rằng một ngày nào đó, George sẽ được chào đón như một vị vua của Australia. Tháng 6 cùng năm, Vương tôn xuất hiện lần đầu trước công chúng trên ban công Cung điện Buckingham tại buổi lễ Trooping the Colour, kỉ niệm sinh nhật của Nữ vương Elizabeth II.
Công tước và Bà Công tước xứ Cambridge muốn con mình có cuộc sống bình thường như mọi người khác. Cùng với 2 người em, Vương tôn nữ Charlotte và Vương tôn Louis, George hiếm khi xuất hiện trước công chúng, bao gồm cả những chuyến công du. Tháng 8 năm 2015, Điện Kensington thông báo rằng họ muốn tất cả giới truyền thông ngưng chụp những bức ảnh trái phép về Vương tôn George, vì họ cho rằng "sợi dây đã bị cắt đứt" khi nhiếp ảnh gia luôn túc trực bên cạnh.
Ngày 22 tháng 4 năm 2016, Vương tôn George gặp Barack Obama, cựu Tổng thống Hoa Kỳ. Cậu bé ngồi trên một con ngựa đồ chơi do ông Obama gửi tặng khi cậu bé mới ra đời.
Vương tôn George và Vương tôn nữ Charlotte đi cùng bố mẹ trong chuyến công du tới Canada, Đức và Ba Lan năm 2017.

## Giáo dục
Tháng 1 năm 2016, George đi học tại trường mẫu giáo Westacre, tọa lạc gần nhà của gia đình tại Ammer Hall, Norfolk. Cậu đi học mẫu giáo lần đầu tiên tại trường Thomas Battersa vào ngày 7 tháng 9 năm 2017. Ở trường, cậu bé được gọi bằng cái tên George Cambridge.

## Hiệu ứng Vương tôn George
Còn được gọi là "Hiệu ứng em bé vương thất", ám chỉ khi các món đồ quần áo hay sản phẩm được Vương tôn George sử dụng thì bán chạy hơn ban đầu. Hiệu ứng này được ghi nhận lần đầu khi George đến thăm New Zealand và Australia năm 2014, và các doanh nghiệp đã tận dụng lấy cơ hội này. Cậu bé xếp thứ 49 trong "Danh sách 50 người đàn ông ăn mặc đẹp nhất nước Anh" của tạp chí GQ.

## Danh hiệu
- 22 tháng 7 năm 2013 - 8 tháng 9 năm 2022: His Royal Highness Vương tằng tôn George xứ Cambridge Điện Hạ
- 8 tháng 9 năm 2022 - 9 tháng 9 năm 2022: His Royal Highness Prince George of Cornwall and Cambridge (Vương tôn George xứ Cornwall và Cambridge Điện Hạ)
- 9 tháng 9 năm 2022 - nay: His Royal Highness Prince George of Wales (Vương tôn George xứ Wales Điện Hạ)